# Чатлык
Чатлык — село в Красноуфимском округе Свердловской области. Входит в состав Чатлыковского сельского совета.

## География
Населённый пункт расположен на реке Чатлык в 19 километрах на север от административного центра округа — города Красноуфимск.

### Часовой пояс
Чатлык как и вся Свердловская область, находится в часовой зоне МСК+2. Смещение применяемого времени относительно UTC составляет +5:00.

## Население
| 2002 | 2010 | 2021 |
| ---- | ---- | ---- |
| 688  | ↘599 | ↘387 |

## Улицы
Село разделено на восемь улиц (Ленина, Майская, Механизаторов, Мира, Озёрная, Октября, Свободы, Совхозная) и один переулок (Зелёный).